# Constantin Coroiu
Constantin Coroiu (n. 6 octombrie 1943, Țifești, Vrancea, România) este un eseist, publicist și critic literar român. 

## Biografie
S-a născut în familia agricultorului Vasile Coroiu și al soției sale, Anica (n. Cioarec). A urmat școala generală în comuna Țifești, județul Vrancea (1950–1957), Liceul „Unirea” din Focșani (1957–1961) și apoi Facultatea de Filologie a Universității „Al. I. Cuza” din Iași (1962–1967). A absolvit, în 1972, un curs postuniversitar de jurnalistică și diplomație la Academia Ștefan Gheorghiu.
A colaborat cu articole încă din anii studenției la Viața studențească, unde a debutat în 1965. După absolvirea facultății a lucrat ca redactor realizator de emisiuni literare („Jurnalul artelor” și „Convorbiri literare”) la Studioul din Iași al Radioteleviziunii Române (1967–1985), precum și ca publicist comentator la ziarul Adevărul și revista Adevărul literar și artistic și redactor la revista Pro Saeculum. A realizat emisiuni literare la Radio Iași și Radio România Actualități și a publicat cronici literare, eseuri, interviuri și studii în paginile ziarelor și revistelor Convorbiri literare, Cronica, Dacia literară, Saeculum, România literară, Ateneu, Iașul literar, Contemporanul, Scînteia, Scînteia tineretului, Flacăra Iașului, Opinia, Evenimentul, Cultura, Vitraliu, Vatra și Kitej-Grad.Este membru al Uniunii Scriitorilor din România din 1986.

## Activitatea literară
Constantin Coroiu a debutat editorial cu Dialoguri literare (vol. I, 1976; vol. II, 1980), care conține discuții cu poeți, prozatori și critici ai vremii (Marin Sorescu, Nichita Stănescu, Ioan Alexandru, Șerban Cioculescu, Alexandru Piru, Mircea Zaciu, Eugen Simion, Nicolae Manolescu, Ana Blandiana, Alexandru Ivasiuc, Adrian Marino, D.R. Popescu ș.a.) despre starea actuală a poeziei, a prozei și a criticii literare, despre eseuri, despre calofilia literaturii moderne etc. A publicat apoi câteva volume de interviuri (Mărturii în timp, 1997; Paralele inegale, 2003) și eseuri (Tinerețea lui Gutenberg, 1982; Dialog în actualitate, 1985; Paradisul perisabil, 2003) și a fost distins cu premiul „George Bacovia” pentru publicistică culturală al revistei literare Ateneu (2003). Alte  premii și distincții (selectiv): Premiul George Bacovia pentru publicistică literară, Premiul Nichita Stănescu pentru Critică și Istorie literară, Premiul Uniunii Scriitorilor, Filiala Iași, pentru Critică și Istorie literară. Premiul revistei ”Convorbiri literare”, pentru Critică și Istorie literară, Premiul de excelență pentru întreaga activitate al Uniunii Scriitorilor, Filiala Iași. 
  Tinerețea lui Gutenberg (1982) conține eseuri referitoare la câțiva scriitori români clasici și contemporani, precum Mihai Eminescu, I.L. Caragiale, Garabet Ibrăileanu, George Călinescu, Lucian Blaga, Marin Preda sau Octavian Paler, în timp ce Dialog în actualitate (1985) adună cronici literare publicate anterior în presă.
            
 REFERINȚE  CRITICE
CĂLIN, Constantin, Dialoguri literare, Ateneu, nr.3, 1977; DIMITRIU, Daniel, publicistică literară…Scânteia, martie.1983; FAIFER,Florin., Nostalgia ca un fir albastru, Cronica, nr.4, aprilie 2004; GHEORGHIU,MihaiDinu, Dialoguri în și despre literatură, Convorbiri literare, nr.86, 1977; MANOLESCU, Nicolae, Actualitatea literară, România literară, 28 oct.1980; SIMION, Eugen. Ce citim, cum citim, Scânteia tineretului, 29 ian. 1977; CRISTEA-ENACHE Daniel, Respectul valorilor, Adevărul literar și artistic, 12 mai, 1998; PETRAȘ, Irina, Despre paradisuri perisabile și infernuri eterne, Apostrof, nr.1, ian.2004; STĂNESCU, C. Șarlatani, dobitoci și mincinoși…, Gândul, ian. 2006, p.7; SĂNDULESCU,Al. Un comentator colocvial, România literară, 22 aug. 2008; ADAM, Ioan, Lecturi sincere, Litere, iulie-august 2011, nr.7-8 (136-137), p.17-19; VÂRGOLICI, Teodor, Recuperarea paradisului perisabil, Adevărul literar și artistic, 2003, 660.  Au mai scris despre cărțile lui Constantin Coroiu criticii și istoricii literari:Laurențiu Ulici, Alexandru Călinescu, Adriana Iliescu și alții 
În volume (selectiv):
PETRAȘ, Irina, Panorama criticii literare românești (1950-2000), Casa Cărții de Știință, Cluj-Napoca, 2001 (p.207)
HOLBAN, Ioan, Nostalgia valorilor din fondul principal al culturii, Istoria literaturii române contemporane, vol.III, Tipo Moldova, Iași, 2006 (p. 215-227)
FAIFER, Florin., Nostalgia, ca un fir albastru, Filtru, Ed. Cronica, Iași, 2005 (p. 140-154)
PETRAȘ, Irina, Literatura română contemporană, Casa Cărții de Știință, Cluj-Napoca, 2008.
URSACHE, Magda, În book-tărie, Viețile cărțarilor contimporani după Magda U., Ed.Eikon, Cluj-Napoca, 2012 (p. 316-324).

  - „Constantin Coroiu revine frecvent la teme privind raportul dintre real și ficțiune, insistând asupra interdependenței obligatorii a termenilor pentru ca arta să-și exercite plenar multiplele sale funcții. El are capacitatea de a trece cu ușurință printr-o tematică diversă, beneficiind și de un dar al formulărilor pregnante…” (Liviu Leonte).

- „Ceea ce se observă imediat în toate textele și contextele lui Constantin Coroiu este încercarea criticului de a feri valoarea cu majusculă, necontextuală, de mâzga atacurilor lipsite de onestitate intelectuală și morală. Cultura e desigur un spațiu al confruntării de idei, de opinii, al revizuirilor și al polemicilor, numai că acestea trebuie purtate într-un spirit de minim fair play, fără acea <<sfidare a evidenței>> care îl îngrijora pe E.Lovinescu. Jurnalist cultural reputat, critic informat și prob, Constantin Coroiu e atras de <<senzaționalul>> marilor scriitori, de modul privilegiat în care aceștia ies – prin Operă - din medie și din epoca lor” (Daniel Cristea-Enache)

- „Constantin Coroiu își recunoaște, repetat, plăcerea de a citi, însă și căderea în ispita lecturii printre rânduri, în stare să demonteze măști și să dezvăluie carate mai puțin vizibile cu ochiul liber” (Irina Petraș)

- „Constantin Coroiu practică o lectură de identificare, unde analiza textelor și, mai ales, a contextelor se întâlnește cu evocarea în stilul marilor memorialiști moldoveni… El nu face atât analize de text, cât proiectează universul acestuia, lumea sa, într-o scenă, într-o mărturisire, într-un cuvânt, adesea ignorate de hermeneuții prea atenți la pădure ca să mai vadă copacii (Ioan Holban)
-   „Dialogurile lui Constantin Coroiu sunt asemănătoare cu interviurile lui Bernard Pivot din Lire, un posibil model recomandabil și altora care ilustrează la noi genul” (Constantin Călin).
Viața ca o postfață (2005) conține eseuri literare cu privire la jurnalele și memoriile unor scriitori și critici importanți ai literaturii române precum Petre Pandrea, Marin Preda, Octavian Paler, Augustin Buzura, Constantin Țoiu, Nicolae Breban, Nina Cassian, Angela Marinescu, Ileana Mălăncioiu, Eugen Simion, Constantin Ciopraga, Livius Ciocârlie, Gabriel Dimisianu, Gelu Ionescu și Irina Mavrodin, precum și unor istorici de prim rang ca Alexandru Zub și Sorin Antohi. Criticul Al. Săndulescu a publicat o recenzie în revista România literară în care a scris că volumul „merită atenție” prin portretele literare ale memorialiștilor, deși conține câteva erori precum contestarea existenței unei „Siberii a spiritului” în perioada comunistă și ridiculizarea „literaturii de sertar”.„Spirit mobil, curios de mai toate aspectele actualității culturale, Constantin Coroiu are o bună stofă de publicist, – în fibra căruia se împletesc și calități de istoric și mai ales de critic literar”, îl descria criticul Al. Săndulescu.

## Opera
- Dialoguri literare, I–II, Ed. Junimea, Iași, Ed. Eminescu, București, 1976–1980;
- Tinerețea lui Gutenberg, eseuri, Ed. Eminescu, București, 1982;
- Dialog în actualitate, eseuri, Ed. Junimea, Iași, 1985;
- Mărturii în timp, interviuri, Ed. Paideia, București, 1997;
- Paradisul perisabil, eseuri, Ed. Junimea, Iași, 2002;
- Paralele inegale, interviuri, Ed. Polirom, Iași, 2003;
- Viața ca o postfață, eseuri, Ed. Timpul, Iași, 2005;
- Lecturi subiective, eseuri și comentarii, Ed. TipoMoldova, Iași, 2009;
- Memoria la timpul prezent, Ed. Tipo Moldova, Iași, 2011
- Texte și contexte. Cronici, eseuri și portrete literare, Ed. Alfa, Iași, 2017;
- Mărturia altor generații. Dialoguri în timp, Ed. Alfa, Iași, 2018.